# Paxton Pomykal
Paxton Pomykal (Lewisville, 1999. december 17. –) amerikai válogatott labdarúgó, a Dallas középpályása.

## Pályafutása

### Klubcsapatokban
Pomykal a texasi Lewisville városában született. Az ifjúsági pályafutását a Dallas Texans csapatában kezdte, majd a Dallas akadémiájánál folytatta.
2017-ben mutatkozott be a Dallas első osztályban szereplő felnőtt keretében. Először a 2017. március 12-ei, Sporting Kansas City ellen 0–0-ás döntetlennel zárult mérkőzésen lépett pályára. Első góljait 2019. március 21-én, a Real Salt Lake ellen idegenben 4–2-re megnyert találkozón szerezte meg.

### A válogatottban
Pomykal az U18-as és az U20-as korosztályú válogatottban is képviselte Amerikát.
2019-ben debütált a felnőtt válogatottban. Először a 2019. szeptember 11-ei, Uruguay ellen 1–1-es döntetlennel zárult mérkőzés 85. percében, Jordan Morrist váltva lépett pályára.

## Statisztikák
2023. május 21. szerint
| Klub     | Szezon   | Osztály  | Bajnokság | Bajnokság | Kupa  | Kupa | Nemzetközi | Nemzetközi | Összesen | Összesen |
| Klub     | Szezon   | Osztály  | Meccs     | Gól       | Meccs | Gól  | Meccs      | Gól        | Meccs    | Gól      |
| -------- | -------- | -------- | --------- | --------- | ----- | ---- | ---------- | ---------- | -------- | -------- |
| Dallas   | 2017     | MLS      | 2         | 0         | 2     | 0    | 1          | 0          | 5        | 0        |
| Dallas   | 2018     | MLS      | 6         | 0         | 1     | 0    | —          | —          | 7        | 0        |
| Dallas   | 2019     | MLS      | 26        | 2         | 1     | 0    | —          | —          | 27       | 2        |
| Dallas   | 2020     | MLS      | 5         | 1         | 0     | 0    | —          | —          | 5        | 1        |
| Dallas   | 2021     | MLS      | 31        | 1         | 0     | 0    | —          | —          | 31       | 1        |
| Dallas   | 2022     | MLS      | 35        | 0         | 0     | 0    | —          | —          | 35       | 0        |
| Dallas   | 2023     | MLS      | 12        | 0         | 1     | 0    | —          | —          | 13       | 0        |
| Összesen | Összesen | Összesen | 117       | 4         | 5     | 0    | 1          | 0          | 123      | 4        |

### A válogatottban
| Válogatott       | Év       | Pályára lépés | Gól |
| ---------------- | -------- | ------------- | --- |
| Egyesült Államok | 2019     | 1             | 0   |
| Egyesült Államok | 2023     | 2             | 0   |
| Összesen         | Összesen | 3             | 0   |

## Sikerei, díjai
Amerikai U20-as válogatott
- U20-as CONCACAF-bajnokság
  - Győztes (1): 2018

Egyéni
- MLS All-Stars: 2019